# ثامر کمال علی
ثامر کمال علی (انگلیسی: Thamer Kamal Ali؛ زادهٔ ۱۲ نوامبر ۱۹۸۸) دونده دو نیمه‌استقامت اهل قطر است.